# 2017年
| 千纪： | 3千纪 |
| 世纪： | 20世纪 \| 21世纪 \| 22世纪                                                                                 |
| 年代： | 1980年代 \| 1990年代 \| 2000年代 \| 2010年代 \| 2020年代 \| 2030年代 \| 2040年代                           |
| 年份： | 2012年 \| 2013年 \| 2014年 \| 2015年 \| 2016年 \| 2017年 \| 2018年 \| 2019年 \| 2020年 \| 2021年 \| 2022年 |
| 纪年： | 丁酉年（鸡年）；民國一百零六年；日本平成二十九年；朝鲜主体一百零六年                                       |
| 月份： | 1月 \| 2月 \| 3月 \| 4月 \| 5月 \| 6月 \| 7月 \| 8月 \| 9月 \| 10月 \| 11月 \| 12月                        |

| 2017年1月 |    |    |    |    |    |    |
| \| 日 \| 一 \| 二 \| 三 \| 四 \| 五 \| 六 \| \| 1 \| 2 \| 3 \| 4 \| 5 \| 6 \| 7 \| \| 8 \| 9 \| 10 \| 11 \| 12 \| 13 \| 14 \| \| 15 \| 16 \| 17 \| 18 \| 19 \| 20 \| 21 \| \| 22 \| 23 \| 24 \| 25 \| 26 \| 27 \| 28 \| \| 29 \| 30 \| 31 \| \| \| \| \| \| \| \| \| \| \| \| \| |    |    |    |    |    |    |
| 日 | 一 | 二 | 三 | 四 | 五 | 六 |
| 1 | 2  | 3  | 4  | 5  | 6  | 7  |
| 8 | 9  | 10 | 11 | 12 | 13 | 14 |
| 15 | 16 | 17 | 18 | 19 | 20 | 21 |
| 22 | 23 | 24 | 25 | 26 | 27 | 28 |
| 29 | 30 | 31 |    |    |    |    |
| |    |    |    |    |    |    |

| 日 | 一 | 二 | 三 | 四 | 五 | 六 |
| 1  | 2  | 3  | 4  | 5  | 6  | 7  |
| 8  | 9  | 10 | 11 | 12 | 13 | 14 |
| 15 | 16 | 17 | 18 | 19 | 20 | 21 |
| 22 | 23 | 24 | 25 | 26 | 27 | 28 |
| 29 | 30 | 31 |    |    |    |    |
|    |    |    |    |    |    |    |

| 2017年2月 |    |    |    |    |    |    |
| \| 日 \| 一 \| 二 \| 三 \| 四 \| 五 \| 六 \| \| \| \| \| 1 \| 2 \| 3 \| 4 \| \| 5 \| 6 \| 7 \| 8 \| 9 \| 10 \| 11 \| \| 12 \| 13 \| 14 \| 15 \| 16 \| 17 \| 18 \| \| 19 \| 20 \| 21 \| 22 \| 23 \| 24 \| 25 \| \| 26 \| 27 \| 28 \| \| \| \| \| \| \| \| \| \| \| \| \| |    |    |    |    |    |    |
| 日 | 一 | 二 | 三 | 四 | 五 | 六 |
| |    |    | 1  | 2  | 3  | 4  |
| 5 | 6  | 7  | 8  | 9  | 10 | 11 |
| 12 | 13 | 14 | 15 | 16 | 17 | 18 |
| 19 | 20 | 21 | 22 | 23 | 24 | 25 |
| 26 | 27 | 28 |    |    |    |    |
| |    |    |    |    |    |    |

| 日 | 一 | 二 | 三 | 四 | 五 | 六 |
|    |    |    | 1  | 2  | 3  | 4  |
| 5  | 6  | 7  | 8  | 9  | 10 | 11 |
| 12 | 13 | 14 | 15 | 16 | 17 | 18 |
| 19 | 20 | 21 | 22 | 23 | 24 | 25 |
| 26 | 27 | 28 |    |    |    |    |
|    |    |    |    |    |    |    |

| 2017年3月 |    |    |    |    |    |    |
| \| 日 \| 一 \| 二 \| 三 \| 四 \| 五 \| 六 \| \| \| \| \| 1 \| 2 \| 3 \| 4 \| \| 5 \| 6 \| 7 \| 8 \| 9 \| 10 \| 11 \| \| 12 \| 13 \| 14 \| 15 \| 16 \| 17 \| 18 \| \| 19 \| 20 \| 21 \| 22 \| 23 \| 24 \| 25 \| \| 26 \| 27 \| 28 \| 29 \| 30 \| 31 \| \| \| \| \| \| \| \| \| \| |    |    |    |    |    |    |
| 日 | 一 | 二 | 三 | 四 | 五 | 六 |
| |    |    | 1  | 2  | 3  | 4  |
| 5 | 6  | 7  | 8  | 9  | 10 | 11 |
| 12 | 13 | 14 | 15 | 16 | 17 | 18 |
| 19 | 20 | 21 | 22 | 23 | 24 | 25 |
| 26 | 27 | 28 | 29 | 30 | 31 |    |
| |    |    |    |    |    |    |

| 日 | 一 | 二 | 三 | 四 | 五 | 六 |
|    |    |    | 1  | 2  | 3  | 4  |
| 5  | 6  | 7  | 8  | 9  | 10 | 11 |
| 12 | 13 | 14 | 15 | 16 | 17 | 18 |
| 19 | 20 | 21 | 22 | 23 | 24 | 25 |
| 26 | 27 | 28 | 29 | 30 | 31 |    |
|    |    |    |    |    |    |    |

| 2017年4月 |    |    |    |    |    |    |
| \| 日 \| 一 \| 二 \| 三 \| 四 \| 五 \| 六 \| \| \| \| \| \| \| \| 1 \| \| 2 \| 3 \| 4 \| 5 \| 6 \| 7 \| 8 \| \| 9 \| 10 \| 11 \| 12 \| 13 \| 14 \| 15 \| \| 16 \| 17 \| 18 \| 19 \| 20 \| 21 \| 22 \| \| 23 \| 24 \| 25 \| 26 \| 27 \| 28 \| 29 \| \| 30 \| \| \| \| \| \| \| |    |    |    |    |    |    |
| 日 | 一 | 二 | 三 | 四 | 五 | 六 |
| |    |    |    |    |    | 1  |
| 2 | 3  | 4  | 5  | 6  | 7  | 8  |
| 9 | 10 | 11 | 12 | 13 | 14 | 15 |
| 16 | 17 | 18 | 19 | 20 | 21 | 22 |
| 23 | 24 | 25 | 26 | 27 | 28 | 29 |
| 30 |    |    |    |    |    |    |

| 日 | 一 | 二 | 三 | 四 | 五 | 六 |
|    |    |    |    |    |    | 1  |
| 2  | 3  | 4  | 5  | 6  | 7  | 8  |
| 9  | 10 | 11 | 12 | 13 | 14 | 15 |
| 16 | 17 | 18 | 19 | 20 | 21 | 22 |
| 23 | 24 | 25 | 26 | 27 | 28 | 29 |
| 30 |    |    |    |    |    |    |

| 2017年5月 |    |    |    |    |    |    |
| \| 日 \| 一 \| 二 \| 三 \| 四 \| 五 \| 六 \| \| \| 1 \| 2 \| 3 \| 4 \| 5 \| 6 \| \| 7 \| 8 \| 9 \| 10 \| 11 \| 12 \| 13 \| \| 14 \| 15 \| 16 \| 17 \| 18 \| 19 \| 20 \| \| 21 \| 22 \| 23 \| 24 \| 25 \| 26 \| 27 \| \| 28 \| 29 \| 30 \| 31 \| \| \| \| \| \| \| \| \| \| \| \| |    |    |    |    |    |    |
| 日 | 一 | 二 | 三 | 四 | 五 | 六 |
| | 1  | 2  | 3  | 4  | 5  | 6  |
| 7 | 8  | 9  | 10 | 11 | 12 | 13 |
| 14 | 15 | 16 | 17 | 18 | 19 | 20 |
| 21 | 22 | 23 | 24 | 25 | 26 | 27 |
| 28 | 29 | 30 | 31 |    |    |    |
| |    |    |    |    |    |    |

| 日 | 一 | 二 | 三 | 四 | 五 | 六 |
|    | 1  | 2  | 3  | 4  | 5  | 6  |
| 7  | 8  | 9  | 10 | 11 | 12 | 13 |
| 14 | 15 | 16 | 17 | 18 | 19 | 20 |
| 21 | 22 | 23 | 24 | 25 | 26 | 27 |
| 28 | 29 | 30 | 31 |    |    |    |
|    |    |    |    |    |    |    |

| 2017年6月 |    |    |    |    |    |    |
| \| 日 \| 一 \| 二 \| 三 \| 四 \| 五 \| 六 \| \| \| \| \| \| 1 \| 2 \| 3 \| \| 4 \| 5 \| 6 \| 7 \| 8 \| 9 \| 10 \| \| 11 \| 12 \| 13 \| 14 \| 15 \| 16 \| 17 \| \| 18 \| 19 \| 20 \| 21 \| 22 \| 23 \| 24 \| \| 25 \| 26 \| 27 \| 28 \| 29 \| 30 \| \| \| \| \| \| \| \| \| \| |    |    |    |    |    |    |
| 日 | 一 | 二 | 三 | 四 | 五 | 六 |
| |    |    |    | 1  | 2  | 3  |
| 4 | 5  | 6  | 7  | 8  | 9  | 10 |
| 11 | 12 | 13 | 14 | 15 | 16 | 17 |
| 18 | 19 | 20 | 21 | 22 | 23 | 24 |
| 25 | 26 | 27 | 28 | 29 | 30 |    |
| |    |    |    |    |    |    |

| 日 | 一 | 二 | 三 | 四 | 五 | 六 |
|    |    |    |    | 1  | 2  | 3  |
| 4  | 5  | 6  | 7  | 8  | 9  | 10 |
| 11 | 12 | 13 | 14 | 15 | 16 | 17 |
| 18 | 19 | 20 | 21 | 22 | 23 | 24 |
| 25 | 26 | 27 | 28 | 29 | 30 |    |
|    |    |    |    |    |    |    |

| 2017年7月 |    |    |    |    |    |    |
| \| 日 \| 一 \| 二 \| 三 \| 四 \| 五 \| 六 \| \| \| \| \| \| \| \| 1 \| \| 2 \| 3 \| 4 \| 5 \| 6 \| 7 \| 8 \| \| 9 \| 10 \| 11 \| 12 \| 13 \| 14 \| 15 \| \| 16 \| 17 \| 18 \| 19 \| 20 \| 21 \| 22 \| \| 23 \| 24 \| 25 \| 26 \| 27 \| 28 \| 29 \| \| 30 \| 31 \| \| \| \| \| \| |    |    |    |    |    |    |
| 日 | 一 | 二 | 三 | 四 | 五 | 六 |
| |    |    |    |    |    | 1  |
| 2 | 3  | 4  | 5  | 6  | 7  | 8  |
| 9 | 10 | 11 | 12 | 13 | 14 | 15 |
| 16 | 17 | 18 | 19 | 20 | 21 | 22 |
| 23 | 24 | 25 | 26 | 27 | 28 | 29 |
| 30 | 31 |    |    |    |    |    |

| 日 | 一 | 二 | 三 | 四 | 五 | 六 |
|    |    |    |    |    |    | 1  |
| 2  | 3  | 4  | 5  | 6  | 7  | 8  |
| 9  | 10 | 11 | 12 | 13 | 14 | 15 |
| 16 | 17 | 18 | 19 | 20 | 21 | 22 |
| 23 | 24 | 25 | 26 | 27 | 28 | 29 |
| 30 | 31 |    |    |    |    |    |

| 2017年8月 |    |    |    |    |    |    |
| \| 日 \| 一 \| 二 \| 三 \| 四 \| 五 \| 六 \| \| \| \| 1 \| 2 \| 3 \| 4 \| 5 \| \| 6 \| 7 \| 8 \| 9 \| 10 \| 11 \| 12 \| \| 13 \| 14 \| 15 \| 16 \| 17 \| 18 \| 19 \| \| 20 \| 21 \| 22 \| 23 \| 24 \| 25 \| 26 \| \| 27 \| 28 \| 29 \| 30 \| 31 \| \| \| \| \| \| \| \| \| \| \| |    |    |    |    |    |    |
| 日 | 一 | 二 | 三 | 四 | 五 | 六 |
| |    | 1  | 2  | 3  | 4  | 5  |
| 6 | 7  | 8  | 9  | 10 | 11 | 12 |
| 13 | 14 | 15 | 16 | 17 | 18 | 19 |
| 20 | 21 | 22 | 23 | 24 | 25 | 26 |
| 27 | 28 | 29 | 30 | 31 |    |    |
| |    |    |    |    |    |    |

| 日 | 一 | 二 | 三 | 四 | 五 | 六 |
|    |    | 1  | 2  | 3  | 4  | 5  |
| 6  | 7  | 8  | 9  | 10 | 11 | 12 |
| 13 | 14 | 15 | 16 | 17 | 18 | 19 |
| 20 | 21 | 22 | 23 | 24 | 25 | 26 |
| 27 | 28 | 29 | 30 | 31 |    |    |
|    |    |    |    |    |    |    |

| 2017年9月 |    |    |    |    |    |    |
| \| 日 \| 一 \| 二 \| 三 \| 四 \| 五 \| 六 \| \| \| \| \| \| \| 1 \| 2 \| \| 3 \| 4 \| 5 \| 6 \| 7 \| 8 \| 9 \| \| 10 \| 11 \| 12 \| 13 \| 14 \| 15 \| 16 \| \| 17 \| 18 \| 19 \| 20 \| 21 \| 22 \| 23 \| \| 24 \| 25 \| 26 \| 27 \| 28 \| 29 \| 30 \| \| \| \| \| \| \| \| \| |    |    |    |    |    |    |
| 日 | 一 | 二 | 三 | 四 | 五 | 六 |
| |    |    |    |    | 1  | 2  |
| 3 | 4  | 5  | 6  | 7  | 8  | 9  |
| 10 | 11 | 12 | 13 | 14 | 15 | 16 |
| 17 | 18 | 19 | 20 | 21 | 22 | 23 |
| 24 | 25 | 26 | 27 | 28 | 29 | 30 |
| |    |    |    |    |    |    |

| 日 | 一 | 二 | 三 | 四 | 五 | 六 |
|    |    |    |    |    | 1  | 2  |
| 3  | 4  | 5  | 6  | 7  | 8  | 9  |
| 10 | 11 | 12 | 13 | 14 | 15 | 16 |
| 17 | 18 | 19 | 20 | 21 | 22 | 23 |
| 24 | 25 | 26 | 27 | 28 | 29 | 30 |
|    |    |    |    |    |    |    |

| 2017年10月 |    |    |    |    |    |    |
| \| 日 \| 一 \| 二 \| 三 \| 四 \| 五 \| 六 \| \| 1 \| 2 \| 3 \| 4 \| 5 \| 6 \| 7 \| \| 8 \| 9 \| 10 \| 11 \| 12 \| 13 \| 14 \| \| 15 \| 16 \| 17 \| 18 \| 19 \| 20 \| 21 \| \| 22 \| 23 \| 24 \| 25 \| 26 \| 27 \| 28 \| \| 29 \| 30 \| 31 \| \| \| \| \| \| \| \| \| \| \| \| \| |    |    |    |    |    |    |
| 日 | 一 | 二 | 三 | 四 | 五 | 六 |
| 1 | 2  | 3  | 4  | 5  | 6  | 7  |
| 8 | 9  | 10 | 11 | 12 | 13 | 14 |
| 15 | 16 | 17 | 18 | 19 | 20 | 21 |
| 22 | 23 | 24 | 25 | 26 | 27 | 28 |
| 29 | 30 | 31 |    |    |    |    |
| |    |    |    |    |    |    |

| 日 | 一 | 二 | 三 | 四 | 五 | 六 |
| 1  | 2  | 3  | 4  | 5  | 6  | 7  |
| 8  | 9  | 10 | 11 | 12 | 13 | 14 |
| 15 | 16 | 17 | 18 | 19 | 20 | 21 |
| 22 | 23 | 24 | 25 | 26 | 27 | 28 |
| 29 | 30 | 31 |    |    |    |    |
|    |    |    |    |    |    |    |

| 2017年11月 |    |    |    |    |    |    |
| \| 日 \| 一 \| 二 \| 三 \| 四 \| 五 \| 六 \| \| \| \| \| 1 \| 2 \| 3 \| 4 \| \| 5 \| 6 \| 7 \| 8 \| 9 \| 10 \| 11 \| \| 12 \| 13 \| 14 \| 15 \| 16 \| 17 \| 18 \| \| 19 \| 20 \| 21 \| 22 \| 23 \| 24 \| 25 \| \| 26 \| 27 \| 28 \| 29 \| 30 \| \| \| \| \| \| \| \| \| \| \| |    |    |    |    |    |    |
| 日 | 一 | 二 | 三 | 四 | 五 | 六 |
| |    |    | 1  | 2  | 3  | 4  |
| 5 | 6  | 7  | 8  | 9  | 10 | 11 |
| 12 | 13 | 14 | 15 | 16 | 17 | 18 |
| 19 | 20 | 21 | 22 | 23 | 24 | 25 |
| 26 | 27 | 28 | 29 | 30 |    |    |
| |    |    |    |    |    |    |

| 日 | 一 | 二 | 三 | 四 | 五 | 六 |
|    |    |    | 1  | 2  | 3  | 4  |
| 5  | 6  | 7  | 8  | 9  | 10 | 11 |
| 12 | 13 | 14 | 15 | 16 | 17 | 18 |
| 19 | 20 | 21 | 22 | 23 | 24 | 25 |
| 26 | 27 | 28 | 29 | 30 |    |    |
|    |    |    |    |    |    |    |

| 2017年12月 |    |    |    |    |    |    |
| \| 日 \| 一 \| 二 \| 三 \| 四 \| 五 \| 六 \| \| \| \| \| \| \| 1 \| 2 \| \| 3 \| 4 \| 5 \| 6 \| 7 \| 8 \| 9 \| \| 10 \| 11 \| 12 \| 13 \| 14 \| 15 \| 16 \| \| 17 \| 18 \| 19 \| 20 \| 21 \| 22 \| 23 \| \| 24 \| 25 \| 26 \| 27 \| 28 \| 29 \| 30 \| \| 31 \| \| \| \| \| \| \| |    |    |    |    |    |    |
| 日 | 一 | 二 | 三 | 四 | 五 | 六 |
| |    |    |    |    | 1  | 2  |
| 3 | 4  | 5  | 6  | 7  | 8  | 9  |
| 10 | 11 | 12 | 13 | 14 | 15 | 16 |
| 17 | 18 | 19 | 20 | 21 | 22 | 23 |
| 24 | 25 | 26 | 27 | 28 | 29 | 30 |
| 31 |    |    |    |    |    |    |

| 日 | 一 | 二 | 三 | 四 | 五 | 六 |
|    |    |    |    |    | 1  | 2  |
| 3  | 4  | 5  | 6  | 7  | 8  | 9  |
| 10 | 11 | 12 | 13 | 14 | 15 | 16 |
| 17 | 18 | 19 | 20 | 21 | 22 | 23 |
| 24 | 25 | 26 | 27 | 28 | 29 | 30 |
| 31 |    |    |    |    |    |    |

2017年是一個平年，第一天是星期日。
2017年經联合国大会指定为国际可持续旅游发展年，也是俄國十月革命100週年。

## 大事記

### 重要热点
- 阿拉伯之春、阿拉伯之冬

1. 叙利亚内战 2011年－2024年
2. 伊拉克内战 2011年－2017年
3. 第二次利比亚内战 2014年－2020年
4. 也门内战 (2014年至今)
5. 2017年卡塔爾外交危機 2017－2021年

- 2017年10月摩加迪沙恐怖袭击
- 自由哨兵行动
- 歐洲難民危機
- 2017年朝鲜核试验
- 韩国部署萨德反导弹系统事件
- 朴槿惠弹劾案
- 2017年拉斯维加斯枪击案
- 2017年加泰罗尼亚独立公投
- 2017年伊斯坦布尔夜总会袭击
- 萨瑟兰泉教堂枪击案
- 2017年威斯敏斯特袭击事件
- 2017年曼彻斯特体育场爆炸案
- 2017年6月伦敦桥袭击案
- 2017年巴塞罗那恐怖襲擊
- WannaCry病毒
- AlphaGo
- 金正男遇刺事件
- 美國承認耶路撒冷為以色列首都

### 详细经过
2017年：1月 - 2月 - 3月 - 4月 - 5月 - 6月 - 7月 - 8月 - 9月 - 10月 - 11月 - 12月
2017年香港：1月 - 2月 - 3月 - 4月 - 5月 - 6月 - 7月 - 8月 - 9月 - 10月 - 11月 - 12月
2017年臺灣：1月 - 2月 - 3月 - 4月 - 5月 - 6月 - 7月 - 8月 - 9月 - 10月 - 11月 - 12月
2017年英國：1月 - 2月 - 3月 - 4月 - 5月 - 6月 - 7月 - 8月 - 9月 - 10月 - 11月 - 12月
2017年美國：1月 - 2月 - 3月 - 4月 - 5月 - 6月 - 7月 - 8月 - 9月 - 10月 - 11月 - 12月
2017年澳門：1月 - 2月 - 3月 - 4月 - 5月 - 6月 - 7月 - 8月 - 9月 - 10月 - 11月 - 12月
2017年中國大陸：1月 - 2月 - 3月 - 4月 - 5月 - 6月 - 7月 - 8月 - 9月 - 10月 - 11月 - 12月
2017年日本：1月 - 2月 - 3月 - 4月 - 5月 - 6月 - 7月 - 8月 - 9月 - 10月 - 11月 - 12月

#### 1月
- 1月1日：
  - 安東尼奧·古特雷斯就任第9任聯合國秘書長。[1]
  - 位於土耳其伊斯坦堡的Reina夜店在當地凌晨1點15分（GMT+3）遭到兩人闖入亂槍掃射，造成39死69傷[2][3][4][5]，其後極端組織伊斯蘭國承認責任。
  - 亚当航空574号班机空难在印度尼西亚蘇拉威西島外海發生10週年，共102人死亡。
- 1月2日：
  - 伊拉克首都巴格达東部萨德尔城遭受3宗自殺式汽車炸彈襲擊（英语：January 2017 Baghdad bombings），釀成71死[6]百餘傷。極端組織伊斯蘭國承擔責任。[7][8][9][10][11]
  - 巴西北部馬瑙斯一座監獄發生騷亂，最少60人死亡[12]，部分囚犯趁機逃獄，當局派人搜捕。大批囚犯家屬在騷亂發生後趕到監獄了解，但被監獄管理人員驅趕。騷亂1月1日開始，監獄內兩個涉及毒品的敵對幫派爭奪控制權，爆發暴力衝突，12名獄卒和部分囚犯被挾持作人質。1月2日早上情況受控，所有人質獲釋。
  - 下午2時許泰国春武里府兩輛車在公路相撞之後著火，至少25人死亡[13]，包括2名小童，事故中只有2人生還[13]。
- 1月3日：
  - 第115屆美国国会會期正式開議
  - 韩国宪法法院首度審理總統朴槿惠彈劾案，而結果將於180天之內揭曉。
- 1月4日：
  - 一個隱匿自己真實身份的網路圍棋棋士Master在面對中日韓台頂尖高手与各大世界冠軍对战奪下60連勝後，表明自己的公開身份是AlphaGo[14]。
  - 美國紐約長島鐵路(Long Island Rail Road, LIRR)一通勤列車，紐約時間4日上午8點20分在紐約市布魯克林區的大西洋碼頭站（Atlantic Terminal）發生出軌意外，造成至少103人受傷。[15][16][17][18]。
- 1月7日——叙利亚北部的反對派武裝控制城鎮阿扎茲，一輛停在法庭及保安部隊總部外的運油車炸彈爆炸，最少48人死亡[19]，相信是極端組織伊斯兰国所為[20]。
- 1月9日：
  - 美国国防部發表《重返海洋控制》（Return to Sea Control）戰略白皮書[21]，研擬出「新海洋控制」大戰略，想重回到二戰前後列強控制海洋的局勢[22]。
  - 中國大陸首架極地固定翼飛機「雪鷹601」降落在位於南極冰蓋最高區域冰穹A、海拔超過4000米的崑崙站機場。
- 1月11日——德國第二大城、最美的音樂廳，漢堡易北愛樂廳正式啟用。
- 1月18日：
  - 首批兩架美国海军陆战队最新型隱形戰機F-35B於下午約5時30分，飛抵日本山口縣 Iwakuni Airport (IWK)岩国錦帯橋空港，這是美軍首次在境外部署F35[23]。
  - 中华人民共和国為實踐「一帶一路」，積極向西鋪設鐵路。史上第一班從浙江開往英國的列車於今年元旦正式通車，這班「中歐列車」（又稱中歐班列）1日自浙江省义乌西站29°18′39.54″N 119°58′10.22″E / 29.3109833°N 119.9695056°E開往伦敦巴金(Barking)貨運車站51°31′41.84″N 0°07′30.95″E / 51.5282889°N 0.1252639°E，歷時18天、經過（哈萨克斯坦、俄罗斯、白俄罗斯、波兰、德国、比利時、法国）、總長12,451公里，列車通過英法海底隧道抵達目的地，寫下世界岛歷史新紀錄[24]。
- 1月20日——第45任美國總統唐納·川普、第48任副總統邁克·彭斯就職。
- 1月23日——美國總統唐納·川普簽署行政命令，正式宣布美国退出多邊貿易的跨太平洋戰略經濟夥伴關係協議（Trans-Pacific Strategic Economic Partnership；TPP）[25]。
- 1月27日：
  - 美国总统唐納·川普簽署行政命令，在立即生效後的90天內，暫時禁止伊朗、伊拉克、利比亚、索马里、蘇丹、叙利亚和也門這7個穆斯林國家的公民入境美國；120天內暫時停止接收難民，以及全面暫停接收敘利亞難民，直到美國建立完整的極端審查系統。
  - 俄罗斯最新型多用途戰鬥機米格－35（MiG-35）亮相。開始接受國家級測試，若一切順利，將從明年開始服役[26]。
  - 持續了半個月的智利森林大火終於撲滅。
- 1月28日——马达加斯加首都塔那那利佛東北90公里，一輛滿載參加婚禮賓客之貨車，在駛過一條橋時墮河，造成45死20餘傷。[27]
- 1月28日－2月8日——2017年冬季世界大學運動會將在哈萨克斯坦阿拉木圖舉行。
- 1月29日——美军在也门採取軍事行動，出動阿帕奇直升機攻擊阿蓋達武裝份子使用的房屋、學校、清真寺及醫療設施，導致57人喪生[28]，包括41名阿蓋達恐怖份子及誤殺16名平民。

#### 2月
- 2月3日至2月5日——阿富汗有近100人死於嚴寒，首都喀布爾以北及鄰國巴基斯坦北部的雪崩分別導致16及13人死亡。[29]
- 2月3日——全世界第一艘及美軍第一代，以核子反应堆為動力的企業號航空母舰除役，為美國軍工技術與國力的代表。並有意以CVN-65企業號回收而來的廢鋼，打造CVN-80企業號的部份船殼，作為傳承的象徵。「企業」（Enterprise）一詞，有著「進取」、「勇往直前」、「E = mc²」之意[30]。
- 2月10日——香港一名60歲姓張乘客於一列港鐵荃灣綫列車上放火自焚。
- 2月11日凌晨1點12分台灣台南市近海發生芮氏規模5.6的有感地震，由於深度非常的淺，除了台北市以外全台有感，最大震度在安平區達到6級。
- 2月12日：
  - 朝鲜潛射型北極星一號（英语：Pukkuksong-1）改良版陸基型彈道飛彈北極星二號（英语：Pukkuksong-2）在龜城市40°00′40.81″N 125°13′08.72″E / 40.0113361°N 125.2190889°E試射成功，採用固體燃料、冷發射系統、可攜核彈頭，这显示朝鲜在提高攻擊美國及其盟國日本、韩国的能力上又邁出了一大步，將具備了兩彈一星的實力[31]。
  - 台灣花蓮縣、宜蘭縣、台南市、雲林縣、嘉義縣、臺北市、新竹縣爆發H5N6、H5N2（英语：Influenza A virus subtype H5N2）禽流感，包括雞、鴨、鵝，1月以來撲殺13萬隻。[32][33]
- 2月13日：
  - 一名朝鲜男性公民在马来西亚吉隆坡国际机场死亡，韩国媒体报道死者为已故朝鲜劳动党总书记金正日的长子，即现任最高领导人金正恩的同父異母長兄金正男，故引发舆论关注。馬來西亞政府随即开始本案调查工作[34]。
  - 台灣晚間9點多，發生國道史上重大車禍，位於國道五號接國道三號南港系統交流道，遊覽車翻覆摔入邊坡，33人死亡11人傷。[35]
- 2月15日——印度空间研究组织（ISRO）PSLV-C37火箭（英语：PSLV-C37）成功發射一箭104星創世界記錄，總重1,378公斤[36]。
- 2月16日：
  - 極端組織伊斯兰国在巴基斯坦和伊拉克發動針對什葉派信徒的炸彈襲擊，分別釀成最少88死343傷（英语：2017 Sehwan suicide bombing）[37]及51死55傷[38]。巴基斯坦的襲擊在南部信德省塞赫萬一間安葬了一位蘇菲派聖人的宗教場所發生，當時有大約500至800人參與宗教活動。襲擊者在人群中引爆身上炸彈，結果引致嚴重傷亡，包括大量婦女和兒童，部分傷者要由直升機送到最大城市卡拉奇的醫院診治，軍方也應地方政府要求加入救援。有生還者表示，一進入宗教場所之內，就聽到一下巨響，形容當時情況彷如「世界末日」。事後伊斯蘭國承認責任並表示是針對什葉派信徒。這次是巴基斯坦超過兩年來，傷亡最嚴重的襲擊，總理謝里夫強烈譴責，並指示衞生部門全力搶救。伊拉克首都巴格達一個汽車售賣場地也發生汽車炸彈襲擊，現場鄰近什葉派信徒聚居地，爆炸威力導致多輛車燒至焦黑。襲擊者將一架裝滿炸藥的汽車，停放在人流密集的地方後離開，再引爆炸彈，結果亦造成嚴重傷亡。伊斯蘭國近期在伊拉克境內遭政府軍強力打擊，組織多次發動襲擊報復。
  - 台灣行政院農委會宣布，從2月17日至2月24日，全國家禽禁宰禁運7天，防止H5N6禽流感疫情蔓延[39]。
- 2月17日——美國總統唐納·川普參加首架波音787-10下線典禮在波音南卡羅來納廠（英语：Boeing South Carolina），再度重申「美國優先」（America First）的政策。
- 2月19日－2月26日——2017年亞洲冬季運動會將在日本札幌舉行。
- 2月24日——極端組織伊斯兰国在叙利亚反對派控制的北部城市巴卜一條村莊發動汽車炸彈襲擊，造成60死100傷[40]，大多數死者為平民。土耳其軍隊自2016年8月越境進入敘利亞北部，打擊伊斯蘭國武裝並防止库尔德人勢力擴張，及協助反對派取得巴卜控制權，敘利亞政府譴責土耳其軍事行動公然侵犯敘利亞國家主權。
- 2月25日——敘利亞問題日內瓦和談進入第三天，敘利亞中部城市霍姆斯遭受極端組織征服沙姆陣線的連環襲擊，造成平民和軍人50死24傷[41]。敘利亞政府表示，恐怖分子試圖破壞和談，敘利亞外交部和反對陣營均譴責恐怖主義。

#### 3月
- 3月2日：
  - 臺灣桃園國際機場機場聯絡軌道系統，桃園國際機場捷運正式通車。
  - 為讓美国國威遠揚（Return to Sea Control），美國總統唐納·川普在造訪維吉尼亞州紐波特紐斯（Newport News）造船廠並登上CVN78福特號航母演說，表示將航空母舰由現有的10艘增加到12艘，讓美軍擁有世界最精良的裝備[42]。
- 3月3日︰
  - 任天堂Switch全球發行。
  - 3月3日至3月4日——東非索马里發生嚴重旱災並觸發飢荒與霍亂，共110人喪生[43]，超過150萬人受災，其中40萬是兒童。過去兩年該國皆受旱災困擾，缺水缺糧。聯合國估計，索馬里有500萬人急需援助，其中27萬兒童瀕臨嚴重營養不良，呼籲國際社會伸出援手。
- 3月6日：
  - 2017年第四屆世界棒球經典賽開幕。
  - 美国開始首批部分薩德反導彈系統，運抵韓國烏山空軍基地（Osan Airbase）。將部署在樂天星州高爾夫球場36°02′57.46″N 128°13′34.34″E / 36.0492944°N 128.2262056°E[44]。
- 3月7日——国际妇女节前夕，在華爾街代表性地標公牛塑像前，豎起命名為「無畏女孩」（Fearless Girl）的銅像，腳邊指示牌寫著“Know the power of women in leadership. SHE makes a difference.”（了解女性领导的力量，她让世界有所改变）。[45][46]
- 3月8日——聯合國国际妇女节主題為“不断变化工作世界中的女性：到2030年实现全球性别平等”（Women in the Changing World of Work: Planet 50-50 by 2030）。
- 3月9日——巴西東部聖埃斯皮里圖州自2016年12月起爆發黃熱病，至今有1,500宗懷疑個案，約370人確診，120多人死亡[47]。大部分個案都來自農村，相信是被叮咬過染病猴子的蚊傳染，大批民眾排隊接種疫苗。巴西衛生部長指，會增加疫苗接種中心，呼籲尚未注射的民眾前往注射。世衛建議，計劃前往當地的遊客，出發前十日接種疫苗。
- 3月10日——因大韓民國前總統朴槿惠身陷閨密醜聞風暴且世越号沉没事故當天消失8小時去整容的傳聞，韩国国会於2016年12月9日對前總統朴槿惠進行彈劾，而韩国宪法法院於2017年1月3日起審理彈劾案，歷經2個多月審理，韓國憲法法院於當地早上9時宣判彈劾案成立，朴槿惠確定下台，將取消所有現任總統禮遇，同時也是韓國歷任總統以來第一位任內被彈劾下台的總統。得悉裁決後，朴槿惠的支持者在法院外與警方爆發衝突，造成3死數十傷[48]。因應裁決，總統大選提前於5月9日進行。
- 3月12日——非洲埃塞俄比亞有垃圾場發生傾瀉，釀成113死[49]。事發在首都亞的斯亞貝巴市郊一個垃圾場，堆放的垃圾在當地晚上突然倒塌，多間臨時搭建房屋和水泥建築被埋，死者多數是婦孺，有居民指事發時現場有約150人。當局出動挖土機挖掘，救出30多人送院治理。垃圾場已經運作50多年，曾經因為飽和而停用，但近月重開，懷疑因此導致今次慘劇。
- 3月15日——叙利亚首都大马士革發生連環自殺式炸彈襲擊，造成43死百餘傷[50]，未有組織承認策劃襲擊。第一宗襲擊針對法院，現場滿地碎片，一名身穿軍人制服的男子，當地下午持槍闖入法院，被警員截查時引爆身上炸彈，當時法庭有很多人，釀成重大傷亡。在數小時後，距離現場約二千米的西部地區，一名兇徒闖入餐廳引爆炸彈腰帶，20多人受傷。
- 3月15日——2017年荷蘭大選。
- 3月17日至3月18日——南美洲秘鲁持續暴雨釀嚴重洪災，導致72人死亡[51]，全國逾800個城市進入緊急狀態，西北部有村落被山洪淹沒，多處發生山泥傾瀉，損毀房屋超過11萬間，過百條橋倒塌，軍隊出動救災和維持治安，全國學校停課。氣候乾燥少雨的首都利馬也罕有地出現嚴重水浸，當局利用滑索逐一救出被困居民，洪水引發河岸崩塌，河邊的建築物倒塌，有巴士掉進河裡。洪水湧入街道，多幢民居被毀，逾七萬人無家可歸。當地3月16日開始下暴雨，導致河流氾濫及山泥傾瀉，專家指異常天氣與厄爾尼諾現象有關，預料暴雨將持續2星期左右。秘魯在1998年亦受厄爾尼諾現象影響，發生過類似災情。
- 3月21日：
  - 中華民國國造潛艇設計啟動，與台船簽署合作備忘錄在左營軍港水星碼頭舉行。以4年設計、4年建造；因此8年內即會有第一艘潛艦下水，再經過二年實測，預計10年內可以有第一艘成軍[52]。
  - 美國總統川普簽署新法案，授權撥款多達195億美元(約1322亿元人民币)給NASA，也修改了NASA的目標，表示將致力火星的探索，以及在2030年代用載人太空船將人送上火星。法案文本指出，NASA「應持續研發全面性整合的太空發射系統（Space Launch System），包括超越近地軌道所需的上節火箭（Upper stages），以安全啟動人類下個世紀逐步探索月球、火星甚至更遠的太空任務（英语：Deep space exploration）」[53][54]。
- 3月22日——英國倫敦西敏遭到恐怖襲擊。
- 3月23日——韩国海洋水产部与中国上海打捞局联合打捞世越號，拉出海底重見天日。
- 3月26日——香港舉行行政長官選舉，由林鄭月娥以777票當選。
- 3月28日——美國總統唐納·川普(Donald Trump)簽署行政命令，將逐步取消前總統奧巴馬制定的氣候變化政策[55]。
- 3月29日：
  - 蘋果公司Apple Pay正式開始服務台灣地區，中華民國邁入行動支付戰國元年[56]。
  - 英國駐歐盟大使巴羅（Tim Barrow）親自把英國首相梅伊（Theresa May）簽署的脫歐通知書遞交到欧洲理事会主席圖斯克（Donald Tusk）手上，正式宣布英國啟動里斯本条约第50條（Article 50），與歐盟展開為期兩年脫歐協商程序，預計在2019年脫離欧洲联盟[57]。
  - 台灣樂團五月天成軍20週年，在大安森林公園(七號公園)舉辦音樂會作紀念。
- 3月31日：
  - 前大韩民国总统朴槿惠因涉及收賄868億韓元（約5亿元）、濫權、脅迫、洩密等多達13項罪行，檢方認為朴槿惠涉嫌重大且有毀證之虞，於當地時間凌晨3點被法院裁定收押，這也是韓國歷任總統以來第三位遭收押的總統，隨即送往首爾拘留所。
  - 美國波音787-10型客機及歐盟空中巴士A319neo型客機，同日有新客機首飛。特別的是，兩間公司事後在社交網互相祝賀對方，稱當日是航空業偉大的一日，指兩間公司正一起努力，令航空業變得更強大[58]。

#### 4月
- 4月1日——哥伦比亚西南部接壤厄瓜多尔邊境的城市莫科阿，因暴雨導致多條河流氾濫，觸發嚴重山泥傾瀉，釀成301死[59]417失蹤400餘傷。事發時河水夾雜沙泥及雜物湧入市內，大樹被連根拔起，汽車也隨水漂流，許多睡夢中的居民走避不及，被湧進屋內的泥沙掩埋。
- 4月2日——新加坡無樁公共自行車oBike正式進入台灣，在台北市開始試營運。
- 4月3日——俄羅斯當地時間下午2點40分第二大城市聖彼得堡一列地鐵正由科技學院站（Tekhnologichesky Institut）行進至先納亞廣場站（Sennaya Ploshchad station）途中時，一節車廂發生爆炸，造成11人死亡，45人受傷。
- 4月4日：
  - 敘利亞西北部伊德利卜省一個反對派控制的城鎮懷疑遭受化學武器襲擊，總部設在倫敦的敘利亞人權觀察組織說至少72人死亡[60]，包括20名兒童。亦有報道指100人喪生[61]，另外約400人受傷。美國政府指襲擊用的是沙林毒氣，並為敘利亞爆發內戰6年以來最嚴重的一次化武襲擊，幾乎肯定是敘利亞政府所為，但當局否認。大批懷疑受到化學武器襲擊的傷者倒臥在街上，身體不斷抽搐，來不及送去醫院的人先用水沖身。傷者送院時要用氧氣罩協助呼吸，部分人昏迷。死者大多數是窒息致死，還有口吐白沫、瞳孔收縮等中毒徵狀。有醫護人員相信襲擊使用了不只一種有毒氣體。歐美多國批評事件，白宮形容是不能容忍的行為，英國首相文翠珊就說要徹查事件。聯合國安理會4月5日召開緊急會議討論事件，發言人說如果證實是化武襲擊，就是違反国际法。
  - 圖靈獎創辦50週年，總部位於紐約的電腦學會（ACM）宣布，將2016年度圖靈獎（Turing Award）授予萬維網（World Wide Web，台譯全球資訊網）發明人、英國電腦科學家柏納斯-李（Tim Berners-Lee），以表彰其「發明了萬維網、首個網頁瀏覽器以及令萬維網得以擴展的基礎協議和算法」[62]。
- 4月6日至4月7日——中共中央总书记、国家主席习近平與美國總統唐納·川普首次舉行為期兩天的會晤在美國佛罗里达州「馬阿拉歌」(Mar-A-Lago)海湖莊園。
- 4月7日，中共泸州市委、泸州市人民政府召开媒体见面会，通报太伏中学事件相关情况。
- 4月8日——美军第三代核子動力航空母艦福特號（CVN-78），以自身動力首次出海試航。
- 4月9日——埃及2間基督教堂先後遭受炸彈襲擊，造成44死[63]126傷，極端組織伊斯蘭國承認發動襲擊，更警告襲擊陸續有來。地區警察首長被革職，總統塞西宣布全國進入緊急狀態3個月，下令軍隊出動，並宣布成立專責應對恐怖及極端主義的委員會。第一宗爆炸襲擊在首都開羅以北，坦塔市一間科普特教堂發生。放置在長椅下的炸彈爆炸，網上直播教堂儀式的畫面爆炸後中斷，但聽到現場的呼叫聲，教堂內凌亂並滿地血漬，導致27死78傷。當時正值基督教重要節日棕枝主日，即復活節前的星期日，事發時約1,000人在教堂內。有目擊者表示看到強光，以為是電器短路，接著是強大爆炸，瓦礫碎片落在他頭上。事發約3小時後，第二大城市亞歷山卓，一座科普特教堂亦遇襲。閉路電視片段拍下，穿啡色衣服、披藍外套的自殺式炸彈襲擊者進入教堂被拒，爆炸在他走近金屬探測器時發生。包括三名警員在內，引致17死48傷。科普特教宗塔瓦德洛斯二世，當時在教堂主持儀式，沒有受傷。埃及約10%人口信奉基督教科普特教派，近年多次成為伊斯蘭極端分子襲擊目標。本月稍後到訪埃及的教宗方濟各譴責襲擊，並為死傷者祈禱。
- 4月13日——美军首次在戰場使用炸彈之母，對抗伊斯兰国的地下碉堡。
- 4月14日——白曉燕命案20週年。
- 4月15日——敘利亞一支運送難民的巴士車隊駛至阿勒頗一個反政府武裝控制區時，一名自殺式襲擊者駕駛客貨車在附近爆炸，最少126死[64]55傷。救援組織白頭盔估計，超過200人死亡[65]，當中不少是婦女和小童，事件令一心想逃難到安全區的難民擔心成為襲擊目標，要求國際社會介入。聯合國指出，敘利亞有多達1300萬人急須人道救援，另有500萬難民已逃離該國。
- 4月16日——土耳其舉辦修憲公投。據悉，此次修憲公投涵蓋了十八項憲法修正條款，公投過關新憲法實施後，總統厄多安的職權將擴大，總理辦公室將遭到廢除，土國政治制度也將由議會內閣制轉為總統制。而公投結果顯示有51.35%贊成，土耳其修憲公投確定過關。
- 4月17日：
  - 美國英特爾（intel）官網宣佈取消已舉辦二十年頭的 IDF（ Intel Developer Forum）開發者大會。結束了Wintel聯盟的統治模式，正式進入後 PC 時代，迎接物聯網（Internet of Things）的降臨[66]。
  - 美國第121屆波士顿马拉松賽大會宣布，70歲的凯瑟琳·斯威策重回50年前爭取女性參加權的起點，一同為斯威策旗下的慈善組織「261 Fearless」舉辦籌款活動。斯威策完走這次波士頓馬拉松後，將榮休「261」號碼布，不會再分配出去[67]。
- 4月20日——中國航天首艘貨運飛船天舟一号在19時41分35.361秒，從海南文昌航天发射场，以长征七号运载火箭發射。它將補給天宫二号而實施3次推進劑補加，並利用搭載的非牛頓引力實驗等10餘項應用載荷，在軌開展太空科學及技術實（試）驗[68]。亦是中国载人航天工程第二步驟的收官之戰，下一步為建立天宮空間站。
- 4月21日——阿富汗北部1個軍營受到襲擊，釀成130人喪生[69]，大部分遇害的是政府軍士兵。軍方和武裝分子的戰鬥，持續了數小時。武裝分子穿起政府軍軍服，通過軍方檢查站，向離開食堂、以及完成宗教儀式的士兵落手。至少10名武裝分子被擊斃，1人被扣查，塔利班組織承認責任。
- 4月23日——2017年法國總統選舉第一輪投票，埃马纽埃尔·马克龙及极右翼政党国民阵线领导人玛丽娜·勒庞分别以约23%及21%的得票率位居前两名[70]，但因没有候选人的得票率超越50%的简单多数，第二轮投票将在同年5月7日举行，从马克龙和勒庞两人之中选出第25任法国总统。
- 4月24日——中国航天第二个“中国航天日”，武汉国家航天产业基地30°36′01.51″N 114°37′09.09″E / 30.6004194°N 114.6191917°E正式开建，有望成為繼北京、上海之後的「中國航天產業第三極」[71]。
- 4月26日
  - 中國航母首艘國產傳統動力001A型航空母艦，上午九時許舉行下水典禮在大連造船廠，採用國際慣例剪彩之後「擲瓶禮」。
  - 美籍華人建築師貝聿銘百歲誕辰。
- 4月28日——美國總統川普總統簽署了行政命令，推翻了前總統歐巴馬政府因應環保實施的限制，禁止在北極及其他聯邦管轄地區沿海進行石油與天然氣勘探的決定[72]。

#### 5月
- 5月2日：
  - 三星電子Samsung Pay無預警官網下午三點宣布，在台開始試營運。23日，正式開刷，進軍台灣市場[73]。
  - 世界最長的跨海大橋港珠澳大橋工程的最後一節隧道接頭完成合攏，標誌著主體工程全線貫通。
- 5月3日：
  - 中國科學院潘建偉院士宣告世界首台超越早期經典計算機的光量子計算機在中國誕生。該計算機運算速度比國際同類實驗加快至少2.4萬倍；與經典算法比較發現，該原型機比史上首台電子管電腦ENIAC和首台晶體管電腦 TRADIC運行速度提高10至100倍。團隊亦實現目前世界上最大數目（10個）超導量子比特(Qubit）的糾纏，打破此前Google、NASA 和 UCSB公開報導的9個超導量子比特的操縱[74]。
  - 英國廣播公司（BBC）中文網報導，中國將於明年推出電子版的《中國大百科全書》，與維基百科別苗頭意味濃厚，但不同於維基百科的「平民化」編輯方式，即任何人都能參與，中國的僅能由指定學者編輯[75]。
- 5月4日——美國臉書與印度最大電信業者巴帝電信（Bharti Airtel）合作，在印度建2萬個Wi-Fi熱點「Express Wi-Fi」服務，推廣非常便宜的無線上網33元人民币就有20GB流量。印度約有13億人口，目前僅有4億人上網的能力，多數透過智慧型手機[76]。
- 5月5日：
  - 中國商飛首架C919窄體幹線客機(B-001A / 出廠序號10101)下午兩時整在上海浦東國際機場4號（34R）跑道，正式首飛圓滿成功。商飛(COMAC)與空客(Airbus)、波音(Boeing)形成航空業ABC三鼎甲之勢。
  - 中國船舶重工集團與泰國簽署採購潛艇協議，泰國將斥資約九億美元購買三艘S26T潛艇，配備新型潛射反艦飛彈CM-708。這是近二年繼出口巴基斯坦、孟加拉後，中國製傳統動力潛艦外銷的新成績單[77]。
- 5月7日——2017年法國總統選舉第二輪投票，歷年來最年輕39歲的馬克宏以66.10%的得票率擊敗勒朋33.90%，成為第25任法國總統。
- 5月9日——大韓民國於當地時間早上六點至晚上八點舉行2017年大韓民國總統選舉，獲提名人有5人，包括共同民主黨的文在寅、自由韓國黨的洪準杓、國民之黨的安哲秀、正黨的劉承旼及正義黨的沈相奵。選舉結果一如外界所料，由民調大幅領先的共同民主黨的文在寅以13,423,800票（得票率41.09%）正式入主青瓦台，由於文在寅是南韓憲政史上首名因前總統被彈劾罷免而補選上台的總統，他免去兩個月的交接期[78]，於選舉翌日就職，隨即開始處理政務。
- 5月10日：
  - 第19任大韩民国总统選舉當選人文在寅宣誓就任，任期直到2022年5月9日。
  - 中國8位北京航空航天大学的学生“宇航员”将分两批进入该校自主设计的密闭舱室“月宫一号”，开启他们365天的完全自主生活。這是中國計畫實現載人飛船登月計畫的重要一步。[79]。
- 5月12日——多個國家的電腦系統遭到勒索軟體WannaCry攻擊，受害者包括英格蘭國民保健服務的電腦系統，導致多個地方的醫療服務受影響[80]。全球多部電腦受感染，持續一個星期。
- 5月14日－5月15日——一帶一路國際合作高峰論壇在中國北京舉行，習近平將出席開幕式並主持峰會，28國元首和政府首腦、聯合國秘書長、世界銀行行長、國際貨幣基金組織總裁出席會議。這是中國首次以「一帶一路」戰略為主題舉辦的最高規格、大規模國際論壇[81]。
- 5月14日：
  - 朝鮮火星-12號（Hwasong-12）液體火箭40°03′57.51″N 125°12′35.76″E / 40.0659750°N 125.2099333°E飛行了30分鐘11秒，且在飛行期間導彈再入大氣層（re-entry）之後，仍成功與地面控制中心保持通訊。朝鮮中央通訊社並主張成功進行了為開發ICBM的再入大氣層技術試驗，宣稱已是名副其實的核子強國。再入大氣層技術被視為是洲際彈道導彈（ICBM）開發的最後一關，並可攜大型重核彈頭攻擊美國本土更近一步[82][83]。
  - 第25任法国总统就職。
  - 三大航空聯盟最早成立的星空聯盟創辦20週年，現有27家航空公司、4,657架飛機，在192個國家的1,330座機場，年載量達6.411億乘客，以每日超過1.85萬起飛班次進行運營。星空聯盟回到最初的創始地─法蘭克福，以「連結世界旅人與文化」（Connecting People and Cultures）為主題，宣告未來十年將運用數位科技，更進一步提升旅客的旅行體驗[84]。
- 5月17日——Google一年一度的科技研發盛事「Google I/O 2017開發者大會」，執行長桑德爾·皮蔡（Sundar Pichai）表示，未來Google發展趨勢將由「行動優先」轉為「人工智慧優先」（Mobile first to AI first），所有產品也將全面轉型。以Google的機器學習模型為基礎，更快速分析與預測人們的行為，提供更實際的服務[85]。
- 5月18日——中國國土資源部宣布「藍鯨一號」海上鑽井平台，首次在南海北部神狐海域成功試採可燃冰（天然氣水合物），是全球首個在海域試採可燃冰獲取連續8天穩定產氣的國家，準備於2030年前展開商業化開發。可燃冰全球藏量豐富，據估計可供人類使用1000年，被視為可替代石油、天然氣等石化能源的清潔能源，極具商業價值[86]。
- 5月20日－5月21日——中華民國舉行第四次國中教育會考。
- 5月21日——朝鲜北極星二號（英语：Pukkuksong-2）(Pukguksong-2)固體火箭39°37′05.06″N 125°48′12.82″E / 39.6180722°N 125.8035611°E再度試射成功，金正恩下令「北極星二號」的技術已達標，未來將迅速大量生產，用於戰略部隊上[87]。
- 5月22日：
  - 中國商飛（COMAC）與俄羅斯聯合航空製造集團（UAC）的合資企業——中俄國際商用飛機有限責任公司（CRAIC）在上海成立。合資公司主要負責中俄聯合研製新一代C929遠程寬體飛機項目的運行工作[88]。
  - 曼徹斯特發生英國自2005年後、12年來最多人傷亡的恐怖襲擊，一名22歲、父母為利比亞難民的兇徒在全歐洲最大室內體育館的曼徹斯特競技場，趁美國歌手亞莉安娜·格蘭德演唱完畢時，在售票處引爆身上炸彈，造成23死（含兇手）59傷，格蘭德無恙並擱置餘下歐洲各地的巡迴演唱，多國強烈譴責，英國首相文翠珊指為懦弱襲擊，美國總統特朗普則形容為邪惡敗類所為。英國警方拘捕一名懷疑與案有關的23歲青年，並將恐襲警戒提升至最高一級，極端組織伊斯蘭國承認策動襲擊。[89]
- 5月23日——電影007飾演占士邦聞名的英國演員羅渣·摩亞，不敵癌症在瑞士辭世，終年89歲。[90]
- 5月23日－5月27日——中国乌镇围棋峰会在世界互联网大会的永久会址浙江桐乡乌镇舉辦，柯洁与AlphaGo進行三番棋，AlphaGo对柯洁3:0获胜赢得150万美元的奖金。
- 5月24日——台灣司法院大法官釋憲，指出禁止同性婚姻有違憲法，要求2年內修訂法例，保障同性婚姻權利，使台灣成為亞洲首個同性婚姻合法化地區，如2年內沒完成修法，就可依民法親屬編的婚姻相關規定，直接去戶政事務所辦理結婚登記。[91]
- 5月25日——星際大戰（Star Wars）系列的40周年，於12月15日推出第八部STAR WARS：最後的絕地武士（The Last Jedi）。
- 5月26日：
  - 斯里蘭卡中南部暴雨引發洪水和山泥傾瀉（英语：2017 Sri Lankan flood and landslide），造成180死109失蹤110傷[92]，超過52萬人受災。持續強風暴雨侵襲漢班托塔、馬塔拉、高爾、拉特納普拉和卡盧特勒等地區。當局預料27日會有更多雨量，南部高速公路和鐵路已經停運。
  - 世界上地基極端巨大望遠鏡，歐洲極大望遠鏡（European Extremely Large Telescope，E-ELT）正式在智利奠基，建成將是全球最大的光學望遠鏡。旨在探索外星生命等天文前沿問題，預計2024年開光。
- 5月28日——俄羅斯聯合航空製造集團（UAC）的雙引擎窄體客機，伊爾庫特MC-21進行首飛成功。這款新機定位在挑戰國際民航市場的空巴A320neo、波音B737MAX和商飛C919。[93]。
- 5月30日——美國國防部飛彈防禦局（Missile Defense Agency，MDA）首次測試「陸基中段飛彈防禦系統」（Ground-based Midcourse Defense，GMD），攔截洲際彈道導彈（ICBM）試驗取得成功。
- 5月31日：
  - 阿富汗首都喀布爾使館區遭受汽車炸彈襲擊，釀成150死[94]413傷，許多人燒傷並要截肢[94]，未有組織承認責任，惟當局認為與塔利班組織有關[94]。
  - 中國一帶一路戰略投資開發，東非第一大港肯亞蒙巴薩至首都奈洛比—蒙奈鐵路，客運正式通車。全長472公里且符合國際軌距的標準（1.435m）鐵路，取代1世紀以前英國殖民時期建設的窄軌（1m）鐵路。
  - 美國太空總署（NASA）宣布，計畫明（2018）年發射帕克太陽探測器（Parker Solar Probe spacecraft）（英语：Parker_Solar_Probe），航行至僅距太陽表面400萬英里（約644萬公里）之處，首次近距離觀測日冕。預計2024年12月接近太陽，該計劃預計結束時間為2025年6月。對於太陽物理學而言，「帕克太陽探測器」堪稱哈勃望遠鏡級別的任務[95]。

#### 6月
- 6月1日：
  - Google公司的Google Pay正式在台灣開刷。三大國際電子錢包Apple Pay、Samsung Pay、Google Pay近日相繼登台，進入交戰狀態[96][97]。
  - 美國總統川普宣布，美國將退出巴黎氣候協定，但願重新談判新的協定。對抗由歐盟、中國，所主導全世界氣候變遷公約[98][99][100]。
- 6月2日－6月4日：受到強烈西南氣流與滯留鋒面襲台影響，台灣本島基隆市、台北市、新北市、南投縣、雲林縣、嘉義縣、高雄市連續三日降下驚人雨量，造成多處淹水、交通中斷、土石流等，甚至還有民宅被土石沖毀。
- 6月4日——英國繼3月國會附近及5月曼徹斯特後，發生本年第3宗恐怖襲擊。3名兇徒駕車在倫敦橋高速衝撞行人，隨後下車持30公分長刀在顧客雲集的多家酒館瘋狂砍人、割喉。警方獲報在8分鐘內擊斃3人，並造成8死48傷。[101]
- 6月5日：
  - 根據美國「國家利益」雙月刊最新出爐世界最強海軍排名，美國、中國、俄羅斯為前三名，第四名英國。從東海到非洲之角，中國軍艦頻繁出現，這已對全球事務造成衝擊，預估此趨勢還將加速。華府智庫評估，到2030年，全球性中國海軍的存在將是國際政治一個重要且具影響力的事實，美國及其盟友有必要準備應對一個「崛起了的中國」，而非「崛起中的中國」[102]。
  - 蘋果公司正式在WWDC 2017主題演講結尾正式揭曉搭載Siri數位助理服務，名為HomePod的蘋果智慧喇叭。並且可藉由HomeKit連動，讓使用者透過語音控制居家連網設備。主要是希望比照iPod改變隨身聆聽音樂模式，藉此改變居家使用音樂、喇叭的使用習慣。与Amazon Echo或Google Home类似[103]。
  - 沙烏地阿拉伯、巴林、阿聯酋、埃及、也門、馬爾代夫、科摩羅、索馬利蘭、利比亞東部政府（未獲國際普遍承認）及毛里塔尼亞以支持恐怖主義為由宣佈與卡塔爾斷交，並中斷了海陸路之間的往來，使卡塔爾陷入了前所未有的外交危機。
- 6月7日——緬甸軍方的一架中國大陸製的軍用運輸機運-8自該國南部海邊城市丹老起飛後，原定計劃飛去仰光，半小時後在安達曼海失事墜毀[104]，機上122人全部罹難。
- 6月7日－6月8日——中华人民共和国举行普通高等学校招生全国统一考试，恢復高考後四十周年。
- 6月8日——2017年英国大选 ，任期至2022年。
- 6月10日
  - 看見台灣導演齊柏林在拍攝紀錄片看見台灣2時，23°28′24.17″N 121°28′45.70″E / 23.4733806°N 121.4793611°E在花蓮縣長虹橋附近山區，疑因漏油迫降不成起火墜機罹難，享年52歲。
  - 中國電子科技集團公司宣布，成功進行119架固定翼無人機的集群飛行試驗，刷新2016年珠海航展的67架紀錄，美軍今年1月締造的103架紀錄也被打破[105]。
- 6月10日－9月10日——2017年世界博覽會在哈萨克斯坦阿斯塔納舉行。
- 6月12日－6月13日——豪雨在孟加拉觸發嚴重山泥傾瀉及水災（英语：2017 Bangladesh landslides），釀成156死[106]逾百傷，並有多人失蹤，超過一萬人疏散至臨時收容中心。
- 6月13日
  - 巴拿馬共和國政府宣布建立與中華人民共和國外交關係，並停止與中華民國(臺灣)方面的直接官方往來。
  - 中國航天科技集團公司第十一研究院透露，中國首次成功研製的大型長航時臨近空間新型彩虹-T4太陽能無人機，在西北某地完成臨近空間、超過20公里高空的飛行試驗，並取得圓滿成功。未來其滯空時間可長達數月之久，具備「準衛星」特性。成為繼美國和英國後的世界第三[107]。

- 6月14日：

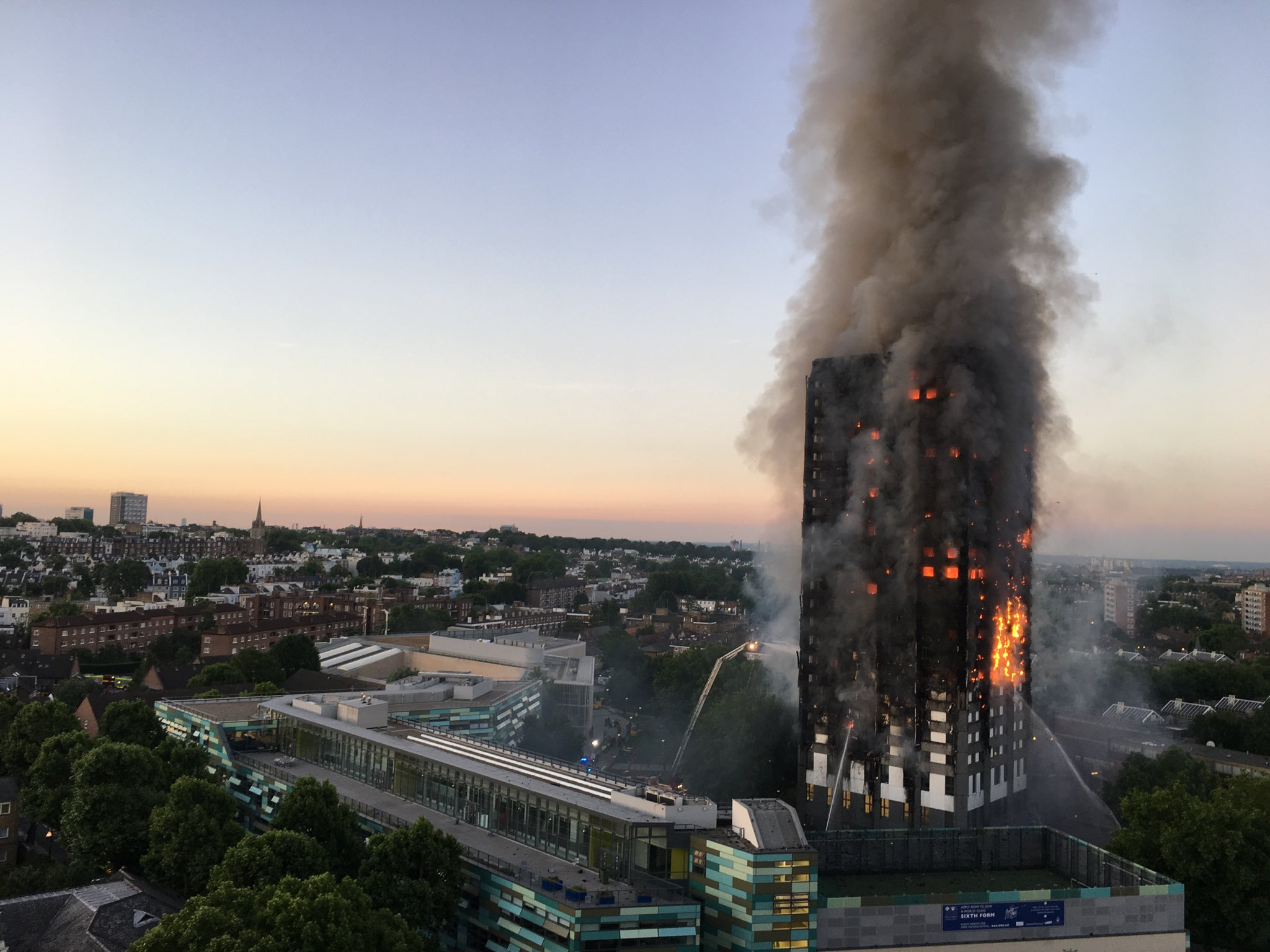
大火焚燬大部份樓層

  - 英國倫敦一幢住有400至600名居民[108]的24層高公共房屋在凌晨時份發生沖天大火，由低層一直燒通頂，導致70屍71命[109]（包括一名腹中胎兒[109]），另有74人受傷，當中9人危殆[110]。大火原因或為低層單位雪櫃爆炸引致[108]。涉事大廈於2016年進行過翻新[108]，在外牆加設防水及修飾外觀的層板，專家指相關物料像「煙囪」般助長火勢迅速蔓延[108]。大廈的管理亦受質疑，管理處一向張貼告示，呼籲居民在火警時，除非自己的單位受波及，否則留在單位內，緊閉門窗等待救援，外界質疑住戶或因此錯失逃生機會[108]。大火過後，結構工程師以及搜救隊伍進入火場評估大廈情況，相信暫時無倒塌危險[108]。
  - 新加坡總理李顯龍的家族糾紛被公開，其弟妹李顯揚及李瑋玲發表聯合聲明，指胞兄動用國家機構對付和威脅他們，並企圖違背父親、建國總理李光耀希望拆卸故居的遺願，及有意將其故居改建成紀念館，藉此增加個人政治本錢，亦為兒子李鴻毅的政治事業舖路，去建立李氏第三代統治。李顯揚更揚言在可見將來將遷離新加坡。[111]
  - 《台灣之子》作者、政治評論家胡忠信在《政經看民視》節目中表示，指出他從中科院了解，台灣並非沒有條件，「以目前台灣的核武知識，三個月可以製造原子彈，並主張製造原子彈。」[112][113]
  - 中國國防部官網公布，解放軍海軍已經熟練掌握AIP（絕氣推進系統）技術，並推測海軍傳統動力潛艇已裝備該系統，並達到世界先進水準[114]。
- 6月15日——中國航天成功發射首顆空間天文衛星X光波段的“慧眼”，全稱硬X射線調製望遠鏡衛星（Hard X-ray Modulation Telescope；HXMT），這是中國太空開發計畫邁出的新一步[115]。
- 6月16日——亞馬遜同意以137億美元（含承接債務）的價碼，併購有機食品連鎖超市全食（Whole Foods Market），評論者認為，兩者聯手可謂天作之合，有助電商巨擘亞馬遜一舉攻入最後領域生鮮食品零售市場[116]。
- 6月17日至6月24日——葡萄牙中部大佩德羅岡地區因雷擊大樹及攝氏40度的熱浪，觸發當地自1966年以來最嚴重的山火及近年該國最慘重的事故，造成64死254傷[117]，其中7人危殆，全國哀悼3天。歐盟應葡萄牙要求提供協助，西班牙已派出4架救火飛機支援，法國也會派出3架。教宗方濟各和多國領袖，包括法國總統馬克龍、西班牙首相拉霍伊都強調與葡萄牙站在一起。葡萄牙350多名士兵聯同700名消防員繼續撲救，一些消防員受傷。許多居民在一條主要公路駕車逃生時被火圍困，活活於車內燒死或吸入濃煙致死。在俄羅斯參加洲際國家盃的葡萄牙國家足球隊球員臂纏黑紗，與墨西哥球員在比賽前默哀，哀悼山火死者。
- 6月19日——第四十九屆全球超級電腦500強榜單公布，中國「神威·太湖之光」和「天河二號」第三次攜手奪得前兩名，美國的超級電腦「泰坦」則被瑞士的「代恩特峰」(Piz Dain)（英语：Piz_Daint_(supercomputer)）擠到第四，20年來(自1993年)首次無緣三鼎甲。本次500強榜單中，美國上榜系統總數排名第一，達到169台，中國以159台排第二[118]。
- 6月20日：
  - 一名30來歲男子在比利時布魯塞爾中央火車站引爆攜帶的爆炸裝置，但未造成人員傷亡，兇徒隨後被趕來的軍人開槍擊斃。當局定性事件為恐怖襲擊。目擊者稱，該男子在引爆前高呼「真主偉大」[119][120]。
  - 当日是世界难民日，中国女星姚晨在北京参加由联合国难民署举行的活动。此后，关于姚晨支持中国接受难民的观点引起中国网络舆论关注。对中国是否接受难民的讨论中，中国网民普遍表达了反对的立场。
- 6月22日——中國國家新聞出版廣電總局通知，新浪微博、ACFUN和鳳凰網等三網站在不具備《信息網絡傳播視聽節目許可證》的情況下開展視聽節目服務，並“大量播放不符合國家規定的時政類視聽節目和宣揚負面言論的社會評論性節目”，按照《互聯網視聽節目服務管理規定》關停這些網站的視聽節目服務[121]。
- 6月24日——中國四川省茂縣疊溪鎮新磨村在連日暴雨下，觸發嚴重山泥傾瀉，導致10死73失蹤[122]，只有3名村民及時逃出生還。山泥夾雜巨石覆蓋整個山坡，所有村民的屋頂被最少幾米深的泥石完全掩沒，泥石亦堵塞兩公里河道。山泥體積約達1800萬立方米、平面滑動距離最遠達3公里。約400名武警、消防等救援人員到場搜索失蹤者，在大型挖掘機器抵達前，搜救人員需徒手或用繩索搬走巨石。
- 6月25日：
  - 巴基斯坦中部發生嚴重意外，一架運油車駛至巴哈瓦爾布爾縣一條國家公路，懷疑超速入彎失事翻側，漏出大量燃油，其後爆炸起火（英语：2017 Bahawalpur explosion），引致153死[123]117傷。總理謝里夫表示哀悼，下令全力救人。現場附近一個芒果園的農民及鄰近村民攜同器具到場收集燃油，警方嘗試阻止惟不成功，期間疑有人吸煙導致爆炸，多架汽車和電單車被波及，燒剩支架。時發日是當地的伊斯蘭教開齋節假期，不少人回鄉過節，以至交通主幹擠塞，增加死傷人數。
  - 中國中車首批命名為「復興號」的中國標準動車組有「CR400AF」和「CR400BF」兩種型號，前者是四方生產的「藍海豚」，後者是長客生產的「金鳳凰」。
  - 哥倫比亞一艘載有約170名乘客的四層渡船在麥德林附近一個知名旅遊景點的水庫發生翻船事故，造成最少6人死亡，31人失蹤，另有99人被救起，還有40人自行游泳逃生。翻船原因目前不詳[124]。
- 6月26日：
  - 中國中車復興號高铁動車組，上午從北京南站和上海虹橋站同時對開首發[125]。
  - 英國最大與最先進戰艦「伊麗莎白女王號」（HMS Queen Elizabeth）航空母艦，從蘇格蘭東部的羅塞斯造船廠（Rosyth Dockyard）展開處女試航[126]。
  - 美國之音報導，2010年諾貝爾和平獎得主劉曉波的代理律師尚寶軍表示，劉曉波於今年5月發現肝癌，已辦理保外就醫，目前家屬可以到醫院探視[127]。
- 6月27日：
  - 英国人約翰·謝菲爾德-巴隆所发明的第一部电脑自动柜员机（ATM），安装于英国伦敦北部的巴克莱银行Enfield分行50週年。
  - 社群網站Facebook宣布每月活躍用戶突破20億人，創辦人兼執行長扎克伯格強調他的新使命──不只是讓人彼此連結，還協助大家找到共同點（We're making progress connecting the world, and now let's bring the world closer together.）[128]。
  - 互聯網搜尋巨擎Google被歐盟判罰破紀錄的27億美元，理由是這家搜尋巨擎扭曲搜尋結果，拉抬自己的購物搜尋服務、影響到其他規模較小的競爭對手的利益。Google表示不接受裁決，會考慮上訴[129]。
- 6月28日：
  - 中國海軍055型驅逐艦，是中國至今最大型和先進的驅逐艦，排水量達12,300噸，配有112單元通用垂直發射系統，可發射多型導彈。此外，艦艇具有較強的資訊感知、防空反飛彈和對海打擊能力，是中國海軍實現戰略轉型發展的標誌性戰艦。這艘軍艦上午在江南造船廠下水，標誌著中國驅逐艦的發展邁上新台階[130]。
  - 据英国《每日记录报》报道，BBC的消费者权益节目Watchdog近期实验显示，星巴克、尼路咖啡（Caffe Nero）以及悦达咖啡（Costa）提供的饮料受到污染，饮料竟然含有大量人类粪便细菌。[131]。
- 6月29日：
  - iPhone上市滿十周年，觸控世界改變人類使用PC的時間與上網的方式。
  - 中華民國資電作戰指揮部升格「資通電軍指揮部」，主官位階：中將佔缺。
- 6月30日——台灣行動網路2G走入歷史，特許執照今到期後電信業者無法提供任何2G服務。正式完全進入3G、4G、未來5G時代[132]。

#### 7月
- 7月1日——加拿大建國150周年
- 7月1日——香港特别行政区成立20周年
- 7月1日——蘋果公司（Apple）台灣首家Apple Store直營店在台北101上午11時盛大開幕，蘋果已經在全世界22個國家和地區開設497間直營店。對此，蘋果公司執行長庫克（Tim Cook）還特地在推特發文表示：Here comes Apple Taipei 101, our first store in Taiwan! 有閒來坐![133]
- 7月2日——中國航天長征五號遙二火箭今晚順利升空是中國長征系列運載火箭第250次發射，但飛行異常，發射任務宣告失敗。長征五號是目前中國運載能力最強的火箭，在中國航天路線圖中占舉足輕重地位。因為中國建造載人太空站、月球採樣返回任務，甚至日後探測火星和外太空探險，都必須倚重長征五號的重酬載特點[134]。
- 7月3日——中國中科院合肥物質科學研究院發布，「人造太陽」全超導托卡馬克核融合裝置「東方超環（EAST）」今夜晚實現了穩定的101.2秒穩態長脈衝高約束等離子體運行，創下世界紀錄[135]。
- 7月4日——北韓成功試射火星-14洲際飛彈（英语：Hwasong-14）長16.9－17.4米，直徑達1.8－2米，酬載力為300－700公斤，射程為8000－1萬公里，它是兩階段液體燃料洲際飛彈。北韓國營中央電視台在特殊聲明中說，最高領導人金正恩監督了火星-14洲際飛彈「劃時代」的試射[136]。
- 7月5日——中非共和國一輛超載貨車失事，造成78死72傷。[137]
- 7月6日——日本首相安倍晉三與歐洲理事會主席圖斯克和歐盟主席容克在布魯塞爾正式簽署「歐日經濟夥伴協議」（EPA），將逐步廢除逾95%貿易項目的關稅 ，並成為占全球GDP近三成的大型自由貿易圈，規模與北美自由貿易協議（NAFTA）相當。將涵蓋全球人口的8.6%、國內生產毛額（GDP）的28.4%，貿易總額的36.8%，與跨太平洋戰略經濟夥伴關係協議、東亞區域全面經濟夥伴關係協定和區域全面經濟夥伴關係協定並列為3大自由貿易圈[138][139]。
- 7月9日——中国铁路总公司表示宝鸡至兰州高速铁路开通运营。[140]
- 7月10日——英國倫敦北部旅遊熱點肯頓市場（英语：Camden Market）在倫敦時間凌晨約1時發生沖天大火，火舌直撲半空。由於現場多是易燃的服飾攤商，火勢於短時間內迅速延燒，三層大樓被燒通頂，消防部门派出10辆消防车、70名消防员前往扑救，但无人命伤亡报告[141][142][143][144][145]。
- 7月13日：
  - 諾貝爾和平獎得主、中國異見人士、被監禁者劉曉波於6月確診罹患肝癌末期而保外就醫，最後於這天下午5時35分因病情惡化引發多重器官衰竭病逝於瀋陽中國醫科大學附屬第一醫院，終年61歲。
  - 一對中國籍姐妹屍體在日本神奈川县秦野市一處山林中一個行李廂裡被发现，检尸报告表明，二人脖子被勒住窒息死亡，身上多处淤青，疑似死前遭受虐待殴打所致[146]。兩名姐妹係福建省福清人，姐姐2009年以留学生身份到日本，生前在横滨的一家饮食店打工。妹妹2012年赴日本，生前在一家做游戏软件的专门学校读书。居住在神奈川县橫濱市[146]。日本警方已逮捕一名39歲男性嫌疑人，他面對警方的盤問一直保持緘默[147][148]。这对姐妹花的葬礼8月8日下午在横滨市举行，她们的父亲接受日本媒体采访时说，两个女儿的遇害令他心如刀绞，强烈要求杀人者偿命，判处凶手死刑还给两个女儿公道[146][149]。
- 7月14日——4名香港立法會議員梁國雄、劉小麗、姚松炎及羅冠聰被香港高等法院裁定宣誓無效，失去議員資格。
- 7月17日——印度舉行總統大選。
- 7月20日－7月30日——2017年世界運動會在波蘭弗羅茨瓦夫舉行。
- 7月30日——委內瑞拉修憲選舉爆發衝突，選舉候選人和一名反對派領袖被殺，24小時內13人被殺。[150]

#### 8月
- 8月1日——阿富汗西部城市赫拉特一座什叶派清真寺遭一名自杀炸弹客和一名枪手攻击。至少造成29人丧生、60人受伤[151]。
- 8月3日：
  - 日本東京著名旅遊點築地市場於日本時間下午4時50分發生火災，焚燒一座三層高建築物，火勢初時波及附近民宅4棟，火場面積600平方米，附近壽司店被迫停業，民眾匆忙逃出走避，當局出動消防車40台救災[152]。大火一直燒至次日上午8時才被撲滅，消防部門出動61輛消防車和約290名消防員撲救[153]，所幸未造成人命傷亡，但燒毀了7棟建築，影響範圍935平方米，場內場外共有20家店舖受到影響。至於火災的原因目前還在調查中，但市場內部斷水、斷電與設備俱損毀[154]。
  - 四名中国籍青年男子身穿二战时期日军军服在上海四行仓库合影留念，并以日军立场描述为“战争末期曾经参与过上海事变的将校故地重游。”照片在网络公开后，引发中国大陆网民愤恨。8月23日，上海市公安局静安分局对涉及四行仓库日军照事件的五人进行处理。此类亲日派人物在中国大陆多被称为日杂或精日。
- 8月6日：
  - 中國著名外交家、國際法學家厲聲教在北京病逝。[155][156]
  - 大韩航空801号班机空难20週年，此事件於美國關島發生，共228人死亡。
- 8月8日：
  - 位於中華人民共和國四川阿壩州九寨溝縣晚間9點19分發生面波震級7.0的有感地震，造成多人傷亡。
  - 朝鮮半島局勢升溫，朝中社引述軍方聲明，稱「正慎重考慮使用『火星-12』型中遠程彈道導彈攻擊太平洋關島的美軍戰略基地」，待領袖金正恩下令「便可隨時行動」[157]。
- 8月11日——埃及亞歷山卓郊區發生火車相撞意外，最少41人死亡，132人受傷[158]。事故與其中一列車故障停駛有關，一列由開羅開出的火車，從尾撞上另一列由塞得港開出的火車。埃及運輸部長指事件是「人為錯誤」，並已下令調查，向有關人士問責[159]。
- 8月12日——尼泊爾南部比爾根杰暴雨觸發水災及山泥傾瀉，最少49人死亡[160]，數千人無家可歸，約三萬一千戶要撤離。洪水亦導致多處電纜和通訊塔損壞，不少地方停電，通訊中斷，軍隊加入救援。
- 8月15日：
  - 英属印度脫離大英帝国殖民統治70週年。
  - 台灣發生大停電，肇因台灣中油供氣陸管操作錯誤，誤關天然氣供氣管線的關斷閥，導致大潭電廠機組1到6號機組全部跳脫，發電量頓時少438.4萬瓩，全台各地傳出停電消息；最後經濟部長李世光因停電事故已請辭獲准。
  - 葡萄牙馬德拉島當地正午12時，正舉行一場宗教節日活動期間一棵有200年歷史的古老橡樹突然倒下，壓死現場群眾最少13人，另有49人受傷。有報道指出大樹是空心的而當局沒有加以處理。馬德拉政府宣佈哀悼3天[161][162]。
- 8月16日——由大清邮局发行中国第一套普通邮票120週年。
- 8月17日——西班牙第二大城巴塞羅那發生2017年兰布拉大道恐怖袭击，造成14人死亡及百餘人受傷。
- 8月19日：
  - 2017年东南亚运动会正式在马来西亚吉隆坡武吉加里尔国家体育场开幕。
  - 2017年夏季世界大學運動會在臺灣臺北舉行，8月30日結束，為期12天。
- 8月20日——韓國總統文在寅任命鄭景斗空軍上將為新任韓國聯合參謀本部議長、接替原任議長的李淳鎮（朝鲜语：이순진）陸軍上將。鄭景斗與海軍上將退役的國防部長宋永武也共創韓國國軍建軍69年以來，聯參議長、國防部長兩大軍方首腦要職同時由非陸軍出身者擔任的首例[163][164]。
- 8月22日——受颱風天鴿外圍下沉氣流影響，香港天文台總部在下午2時錄得36.6度高溫，是自1885年有紀錄以來最高溫，天水圍濕地公園更錄得39度高溫。
- 8月23日——颱風天鴿吹襲香港和澳門，香港天文台和澳門氣象局需要發出分別是5年和18年以來首次的十號熱帶氣旋警告信號。天鴿吹襲澳門期間，不但帶來極具破壞性的風力，導致境內測得破紀錄的持續風速，而且其風暴潮疊加天文大潮更引致多處地區嚴重水浸，廣泛地區斷水斷電，造成10人死亡[165]，成為當地超過半個世紀以來最嚴重的風災[166]，澳門氣象局局長馮瑞權更因預報嚴重失誤問責下台[167]。澳門有小部分舊巴士同日經調查後已報廢。其餘大部分巴士目前已重新投入服務。澳門原本9月1日開學延長至9月6日。
- 8月27日——中华人民共和国第十三届运动会在天津舉行，9月8日結束，為期13天[168]。
- 8月30日：
  - 2017年东南亚运动会正式于晚上9时30分在马来西亚吉隆坡武吉加里尔国家体育场闭幕，马来西亚国家队以145金92银86铜成为全场总冠军；泰国和越南分别以72金和57金位居亚军和季军。
  - 第三屆中國（國際）商業航天高峰論壇在湖北武漢舉辦，中國航天科工集團公司發布飛雲、快雲、行雲、虹雲、騰雲“五朵雲”為航天科工此前的商業航天藍圖，分別代表無人機載區域雲網、臨近空間飛艇載局域雲網、星載窄帶全球移動物聯網、星載寬帶全球移動互聯網，以及空天往返飛行五大項目。其“五雲一車”的商業航天工程新格局在此次會議上首次提出。介紹，“在‘五朵雲’的基礎上，航天科工聯合國內有關優勢單位，開展了‘高速飛行列車’的研究論証，擬通過商業化、市場化模式，將超聲速飛行技術與軌道交通技術相結合，研制的新一代交通工具，利用超導磁懸浮技術和真空管道，致力於實現超音速的‘近地飛行’。”[169]
- 8月31日：
  - Crypton Future Media以Yamaha的VOCALOID 2語音合成引擎為基礎，開發的虛擬女性歌手軟體，角色主唱系列的第一作，初音未來10周年誕生祭
  - 马来西亚的马来亚联合邦（今西马来西亚11州及2处直辖区）独立60週年，并于1963年9月16日与北婆罗洲（今沙巴）、砂拉越及新加坡共同组成马来西亚（唯新加坡于1965年8月9日退出马来西亚）；故马来西亚拥有两天立国公假：
    - 8月31日——马来西亚独立日
    - 9月16日——马来西亚日

  - 威尔士王妃戴安娜在法國巴黎逝世20週年，享年36歲。

#### 9月
- 9月1日：
  - 中華人民共和國全國人大常委會表決通過國歌法[170]，2017年10月1日起開始實行。
  - 俄羅斯為回應美國的制裁，宣佈驅逐755名美國駐俄外交官。[171]
- 9月2日——美國太空人佩吉·惠特森(Peggy Whitson) 創下了NASA太空人在太空生活和工作的最長累積天數為 665 天的記錄[172]。
- 9月3日—9月5日——金砖国家峰会于中国厦门召开。
- 9月3日——朝鮮進行第六次核試驗。
- 9月7日晚間11時49分——墨西哥恰帕斯州發生百年以來規模最大的芮氏規模8.4強震，致死98人，而強震第一時間中美洲發布海嘯警報。
- 9月8日下午2點20分——日本熊本縣發生芮氏規模4.1強震有感地震，而隨後日本東北秋田縣也在晚間10點23分發生芮氏規模5.3有感地震。
- 9月13日——新加坡總統選舉，由於只有哈莉瑪一人符合参選資格，選舉委員會宣佈哈莉瑪自動當選成為新一任新加坡總統，任期至2023年。
- 9月15日：
  - 朝鮮成功試射一枚中長程導彈，成功飛越日本北海道上空，最後落入太平洋某處海域，這是朝鮮有試射經驗以來最遠的一次。朝鮮聲言尋求與美國達成軍事上「勢均力敵」[173]
  - 卡西尼-惠更斯号結束其13年的土星及其衛星探索任務，並撞向土星銷毀，且成為第一顆人造衛星進入土星大氣層[174]
  - 英國倫敦地鐵在上午尖峰時段發生爆炸案，一列地鐵行經西倫敦帕森綠地站時尾端車廂內一個白色塑膠桶突然爆炸，火勢和濃煙迅速蔓延，乘客倉皇逃竄時更發生踩踏，最少22人受傷。經調查，該爆炸裝置為附有計時器的土製炸彈，未完全引爆。事件定性為恐怖襲擊[175]。
- 9月16日——日本開始派出「地球號」深海鑽探船前赴夏威夷對開的太平洋作地幔鑽探探測，正式展開全球首次鑽探地幔大工程的第一步，未來還會到中美洲附近海域進行探索研究。科學家期望通過這項工程，分析了解地球結構、地殼形成及板塊活動原理，有助更準確預測地震，以及探索地球的起源。項目耗資5億美元，常發生地震的日本是主要金主[176][177]。
- 9月17日——澳門舉行第六屆立法會選舉。
- 9月19日：
  - 墨西哥南部普埃布拉州（Puebla）於當地時間19日下午1點14分發生芮氏規模7.1有感地震，造成多人傷亡。另外，32年前（1985年）的同一天墨西哥恰巧也發生芮氏規模8.0地震奪走1萬名民眾性命，故墨西哥每年9月19日固定實施防災演習。
  - 中華民國財金資訊公司推行「金融卡」行動支付工具，消費者可使用「台灣 Pay」QR Code共通支付服務，正式上線[178]。
- 9月23日
  - 新西兰大選，新任任期至2020年。
  - 北京時間16時29分，朝鮮發生黎克特制3.4級地震，震源深度為0公里，經中國地震台網、中科院等相關組織專家研判後認為本次地震具有天然地震性質，推斷並非由核爆引起。[179]
- 9月24日——德国联邦议院选举，選出第19屆德國聯邦議院。
- 9月25日——伊拉克库尔德斯坦独立公投。
- 9月29日——中國兰渝铁路(甘肅蘭州—重慶)全线820公里开通运营，成都到兰州、拉萨等地平均缩短10小时[180]。

#### 10月
- 10月1日：
  - 西班牙加泰罗尼亚自治區進行独立公投，爆發警民衝突，西班牙中央政府拒絕承認公投結果。
  - 美国内华达州拉斯維加斯襲擊致死59人。
- 10月3日：受高空反氣旋影響，香港天文台在當日下午12時20分發出酷熱天氣警告，是該警告於2000年設立以來，首次於10月發出。下午2時許，香港天文台總部錄得最高氣溫33.5度，是自1890年10月錄得34.3度之後，第2個最高溫的10月，亦是自1963年10月錄得33.2度之後，再次在10月錄得氣溫超過33度[181][182][183]。另外，10月3日香港天文台總部錄得最低氣溫28.3度，是自有紀錄以來首次於10月出現的「熱夜」（最低氣溫28.0度或以上）。
- 10月14日：索马里首都摩加迪沙发生汽车炸弹袭击，导致358人死亡。
- 10月15日：颱風卡努吹襲華南，香港天文台需發出當年第五次八號烈風或暴風信號。
- 10月18日——舉行中国共产党第十九次全国代表大会和中央委员会总书记选举[184]。
- 10月22日——日本進行第48届日本众议院议员总选举。[185]
- 10月31日——马丁路德在德国萨克森路德城维滕贝格的诸圣堂门上贴出布告九十五条论纲满500周年，引发宗教改革。

#### 11月
- 11月3日——中國國務院批准天然氣水合物為該國第173個礦種，有利於加快可燃冰資源勘探開發[186]。
- 11月5日：
  - 美國德州發生索塞蘭泉教堂槍擊案，死亡人數26人，創史上美國宗教場地所發生槍擊案死亡人數最高紀錄。
  - 马来西亚槟城发生暴雨袭击，造成7人死亡[187]，時任首相纳吉·阿都拉萨探访水灾灾民[188]，前首相马哈迪·莫哈末巡视灾民疏散中心[189]。
- 11月6日——《聯合國氣候變化綱要公約》第23屆締約方會議召開。
- 11月7日——俄國十月革命100週年。
- 11月10日——為波音777X研發的GE9X發動機創造了一項新的金氏世界紀錄，以134300磅的推力成為了世界上推力最大的商用噴氣發動機（發動機測試數據），在GE航空集團俄亥俄州的Peebles測試中心（38°55′.86″N 83°19′52.94″W / 38.9169056°N 83.3313722°W）產生。打破了自2002年以來一直由GE航空集團的GE90-115B發動機以127900磅推力保持的世界紀錄。
- 11月12日：
  - 台湾知名作曲家、歌手張雨生逝世20週年。
  - 伊朗—伊拉克哈拉卜贾地震至少致死530人。[190]
- 11月17日——意大利一支神经外科专家团队公布世界第一例人类头部移植手术在一具遗体上成功实施，手术施行地点在中国[191][192]。但在消息傳出後，部分輿論關注“換頭術”的倫理道德問題[193][194]。部分評論認為換頭術“輕易冒犯了‘高貴的頭顱’”[195]。
- 11月21日——津巴布韋總統羅伯·穆加比，宣布辭去總統一職，結束其37年統治。
- 11月22日——新北市中和區南勢角一處出租套房遭縱火，造成9人不幸罹難、2人輕傷。[196]
- 11月24日——埃及西北方西奈半岛北部沿地中海的比尔阿卜德镇（英语：Bir al-Abed）发生袭击，死亡人数305人。
- 11月25日——印尼峇里的阿貢火山（Mount Agung）多次爆發，噴出的火山灰升至4公里高空，多班航班一度受影響，附近村莊蒙上0.5厘米厚火山灰。[197]
- 11月27日：
  - 英國哈利王子與美國女星梅根·马克尔在英國倫敦訂婚。[198]
  - 中国科学院神经科学研究所孙强研究员率领之團隊經過5年努力，成功複製出猴子，為世界首次实现了非人灵长类动物的体细胞克隆。數天後第二隻複製猴子誕生，牠們獲命名「中中和华华」。科學家期望此次克隆的成功能在人類重大腦疾病的藥物研發上提供幫助。[199]
- 11月30日——俄羅斯聖彼得堡當局在一處民房內發現一具1995年出生的中國籍女姓屍體，當時這名女留學生全身赤裸，雙手被綁，嘴巴被堵。公寓內同時發現另兩名中國籍男女，二人重度酒精中毒被送往醫院診治。約半個月後（12月13日）當地警方逮捕一名中國籍男留學生，他涉嫌殺害一名22歲中國籍女留學生。[200]

#### 12月
- 12月1日——美國夏威夷州恢復警報系統和進行演習，是冷戰後首次，也是美國第一個州恢復冷戰時期的警報系統，以應對朝鮮日趨頻繁的核試和導彈威脅[201]。
- 12月4日——澳門立法會全體會議以28票贊成，4票反對，表決通過中止被控加重違令罪的蘇嘉豪議員職務。
- 12月5日：
  - 中国政治家和军事家林彪110歲冥誕。
  - 俄羅斯被國際奧委會禁止參與2018年冬季奥林匹克运动会。[202]
- 12月6日——美國總統特朗普承認耶路撒冷為以色列首都，引起此舉將引爆中東火藥庫的擔憂。[203][204]
- 12月15日——EFF正式废除网络中立性规则。
- 12月18日：
  - 一列西雅圖開往波特蘭的通勤列車行駛至60公里外市郊出軌，反躺馬路壓毀最少12輛汽車。[205]
  - 南韓團體SHINee主唱鐘鉉在首爾剛入住的酒店式公寓內燒炭自殺，經急救後不治，終年27歲。
- 12月21日——一艘载有逾250人的渡船自菲律賓呂宋島東部奎松省前往波利略島，在波利略海峽倾覆，至少4人死亡、7人失蹤，已有240人被救起。[206]
- 12月23日：
  - 一睽違28年的嘉義市區鐵路高架化計畫工程開始動工，預計2030年9月全線正式通車。
  - 菲律賓达沃市一座4層高購物商場發生大火，焚燒2天才救熄，36名失蹤者相信已經罹難[207]。該國短時間內亦受颱風天秤吹襲。
- 12月24日——朝鮮外務省發表聲明回應聯合國安全理事會有關加強制裁該國的決議案，批評制裁等同戰爭行為，全面封鎖朝鮮經濟。該份新的制裁決議案規定大幅削減進口朝鮮提煉油的上限，所有在海外工作的朝鮮人，必須在24個月內回國，及禁止朝鮮的貨品出口[208]。
- 12月25日——俄羅斯莫斯科當地時間下午，一輛公共汽車衝撞入繁忙道路的一個地鐵站入口，最少5人死亡，司機被捕後聲稱公車零件突發故障，自己無法控制車子導致意外。[209]

## 逝世
2017年逝世人物列表：1月 - 2月 - 3月 - 4月 - 5月 - 6月 - 7月 - 8月 - 9月 - 10月 - 11月 - 12月

## 諾貝爾獎
- 物理學：基普·索恩
- 化學：雅克·杜波切特、约阿希姆·弗兰克、理查德·亨德森
- 醫學：杰弗里·霍尔、迈克尔·罗斯巴什、邁克爾·楊
- 文學：石黑一雄
- 和平：國際廢除核武器運動
- 經濟學：理查德·塞勒